# Anton Sailer (Mäzen)
Anton Sailer (* 17. Januar 1820 in Arad, Königreich Ungarn; † 10. Juli 1904 in Temesvár, Königreich Ungarn) war ein deutscher Geschäftsmann und Mäzen, Gründer der Kinderklinik in Temesvár.

## Leben
Anton Sailer absolvierte in Arad eine Kaufmannslehre. Als Zwanzigjähriger kam er als Kommis nach Temesvár. Hier machte er sich selbstständig und erwarb bald ein Vermögen. 1867 wurde er Stadtrat in Temesvár. Mit seinem erworbenen Vermögen gründete er mehrere Stiftungen. Den Anfang seiner Stiftungen machte er 1902, als er der Temesvárer Filiale des „Weißen Kreuzes“ 51.000 Kronen zum Bau einer Kinderklinik stiftete. Am 24. März 1902 wurde ihm der Titel Ehrenbürger der Stadt Temeswar verliehen und die ehemalige Mondgasse im Stadtteil Józsefváros (deutsch Josefstadt) wurde in Anton-Sailer-Gasse umbenannt.
Am 5. Juli 1902 spendete er 100.000 Kronen für den städtischen Bürgerasylfond. Das Geld wurde als separate „Sailerstiftung“ verwaltet. Vom König wurde er damals mit dem Goldenen Verdienstkreuz mit der Krone ausgezeichnet. Zwei Jahre später, am 18. April 1904, spendete Anton Sailer der Stadt 200.000 Kronen, davon 120.000 zugunsten des Blindeninstituts und 80.000 für den Bau eines neuen Spitals. Am 25. April 1904 beschloss der Stadtrat Sailers Büste von dem Bildhauer Nikolaus Ligeti für 20.000 Kronen anfertigen zu lassen und vor dem Kinderspital aufzustellen.
Nach seinem Tod wurde Anton Sailer auf dem Friedhof in Józsefváros beigesetzt.